# Węgieł

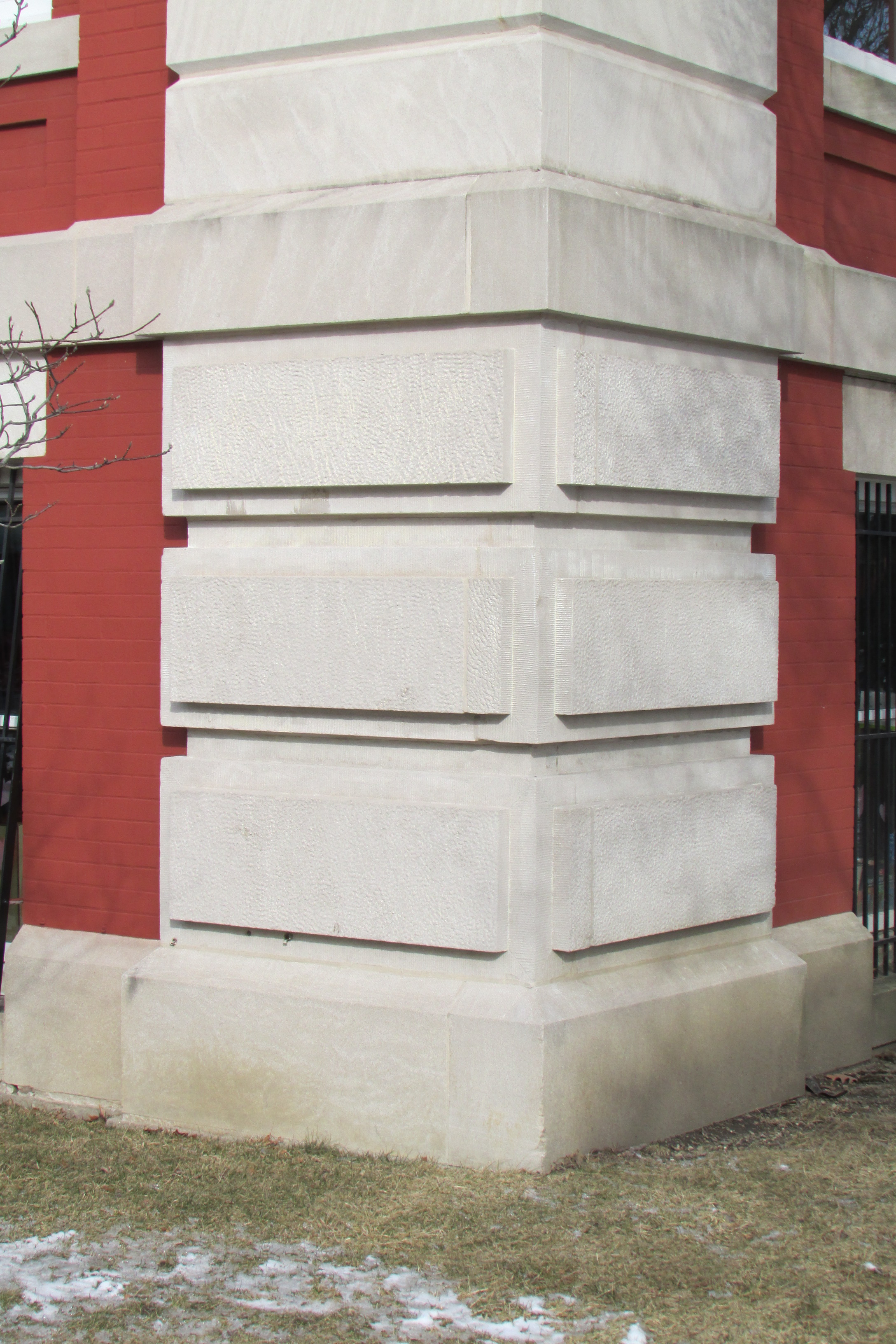
Ozdobny węgieł

Węgieł − miejsce zetknięcia się dwóch ścian zewnętrznych (pionowych) budynku; w szczególności jest to narożnik w bastionach, w którym stykają się dwie najbardziej wysunięte ściany, ale też zwornik (klucz) w łęku (łuku arkady), lub zwornik w sklepieniach. Nazwa pochodzi od naroża budynku w ścianie wieńcowej wykonane z dwóch krzyżujących się belek drewnianych (bali, bierwion, okrąglaków połączonych złączem ciesielskim, tzw. łączeniem na zrąb), z których zbudowana jest ściana. Istotny element budowli, zapewniający jej stabilność.

## Konstrukcje drewniane

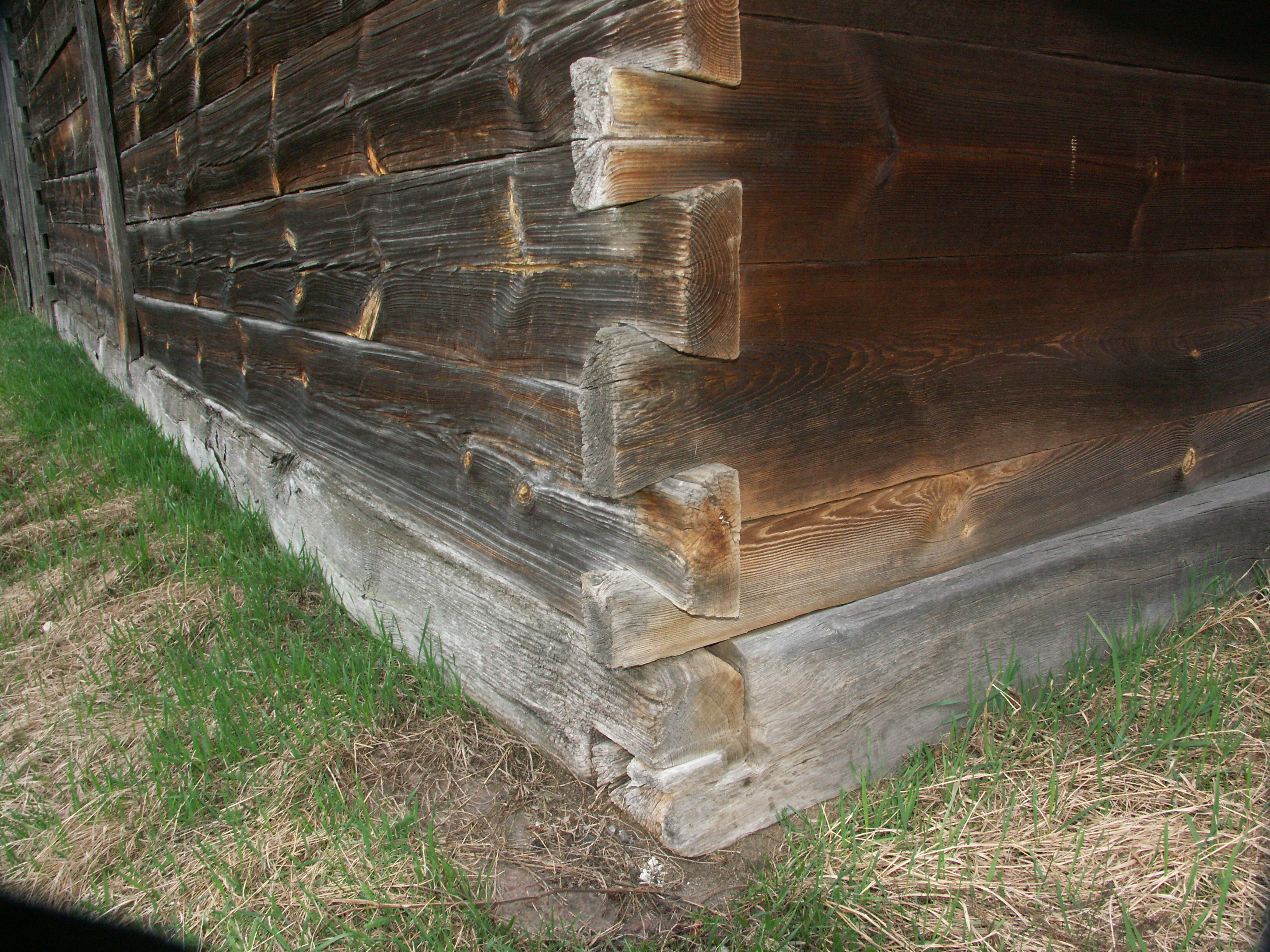
Węgieł budynku drewnianego

Węgieł budynku drewnianego zbudowanego z bali, zwykle o grubości 8–15 cm. Dolne, najgrubsze bale, zwane podwalinami w celu odizolowania od podłoża układano na dużych kamieniach. Cztery najważniejsze z nich, stanowiące podstawy narożników budynku nazywano kamieniami węgielnymi. Przekrój podwalin wynosił zwykle 20×20 do 25×25 cm. Dla większej trwałości wykonywano je z drewna odpornego na warunki atmosferyczne, np. dębowego. Węgieł z zewnątrz wygląda jak proste połączenie na jaskółczy ogon, jednak w celu uzyskania większej sztywności połączenia konstrukcja jest bardziej skomplikowana. Polega na zastosowaniu połączenia typu wpust-gniazdo o przekroju trapezowym. W dolnej części bali z jednej strony narożnika wykonuje się gniazda w górnej wpusty. Bale z drugiej strony obrabiane są odwrotnie, tak że wpusty bali wchodzą w gniazda, tworząc mocno związaną konstrukcję. Bale poza narożnikami były łączone na kołki drewniane o średnicy ok. 40 mm zwane tyblami lub dyblami, które wbijano w otwory wiercone pionowo w sąsiadujących balach. Zapobiegało to naturalnej dla drewna skłonności do skręcania się, czy wyboczeniom bali.

## Konstrukcje kamienne i ceglane

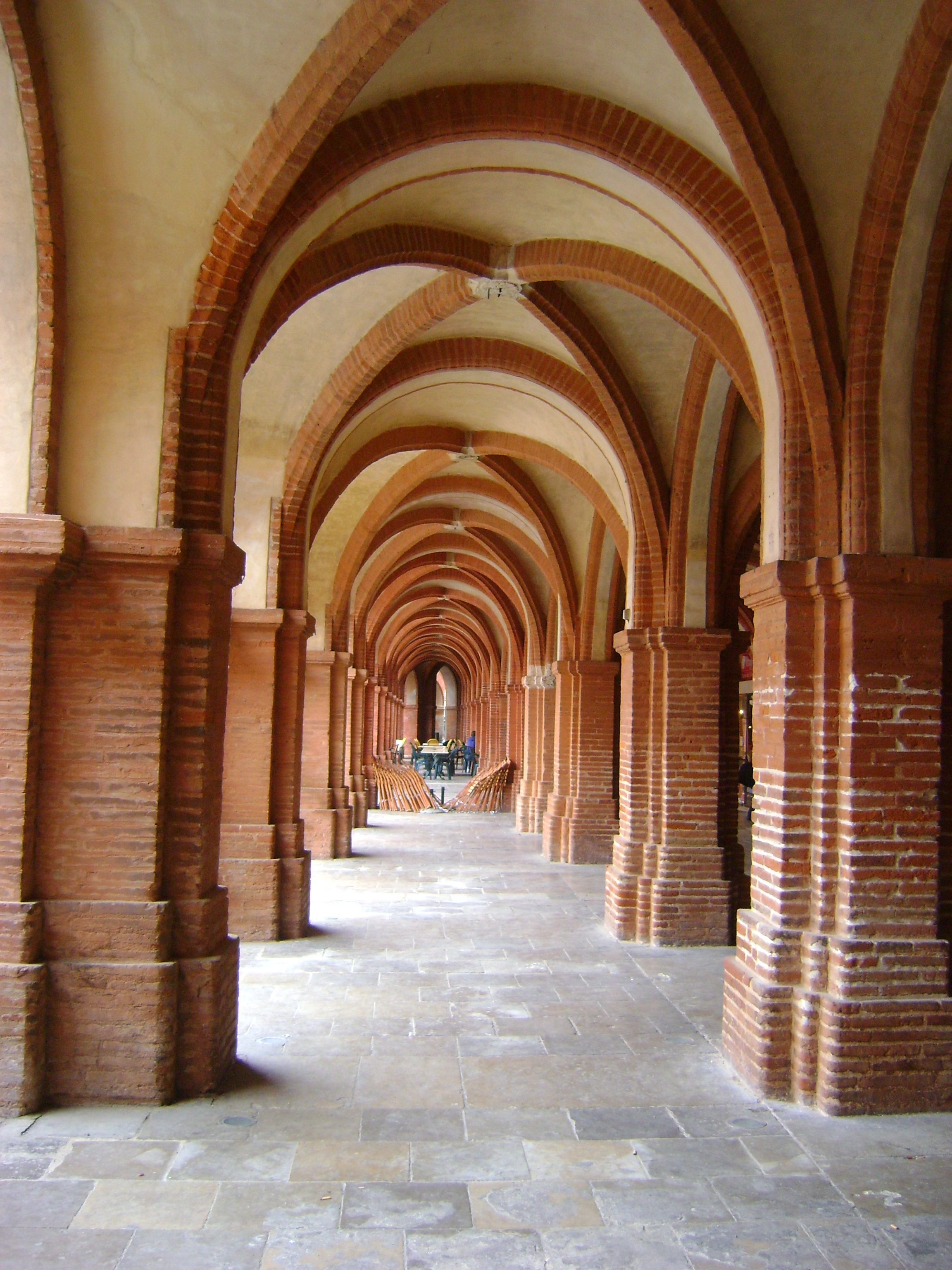
Zwornik kamienny - głowica

W architekturze starożytnej, architekturze romańskiej, gotyku element ten najczęściej miał formę ozdobną ze względu na swoje znaczenie i usytuowanie podobnie jak kapitel. W architekturze sakralnej element zwieńczenia sklepienia  - zwornik miejsce w którym łączą się służki biegnące od podstawy ścian lub filarów poprzez żebra do miejsca ich zetknięcia.